# Aizoon
Aizoon ist eine Pflanzengattung aus der Familie der Mittagsblumengewächse (Aizoaceae).

## Beschreibung
Die Arten der Gattung Aizoon wachsen als einjährige bis ausdauernde Sträucher mit niederliegenden bis aufrechten Zweigen. Ihre Internodien sind behaart. Die Blattspreite der gegenständigen oder wechselständigen Laubblätter ist linealisch und drehrund bis spatelig oder oval. Sie ist mit Papillen und markanten langen weißen Haaren besetzt.
Die Blüten stehen in mehr oder weniger reichblütigen Zymen. Ihr Perigon ist außen behaart und innen gelb, selten rosafarben oder weiß. Es sind zahlreiche Staubblätter vorhanden, die in Gruppen zusammenstehen oder einen Ring bilden. Die Staubfäden sind fadenförmig. Die fünffächrigen Kapselfrüchte öffnen sich nur wenig an der Kapselmitte. Die Früchte enthalten konzentrisch gerippte Samen.

## Systematik und Verbreitung
Das disjunkte Verbreitungsgebiet der Gattung Aizoon erstreckt sich einerseits im südlichen Afrika von Angola bis nach Simbabwe. Andererseits reicht es in Nordafrika von den Kanarischen Inseln über die nordafrikanische Mittelmeerküste bis nach Sokotra und Nord-Kenia und von dort weiter nach Osten über die südliche Arabische Halbinsel bis nach Indien und im Norden bis nach Afghanistan. Die Pflanzen wachsen in trockenen Gebieten, häufig in Sand oder feinem Kies.

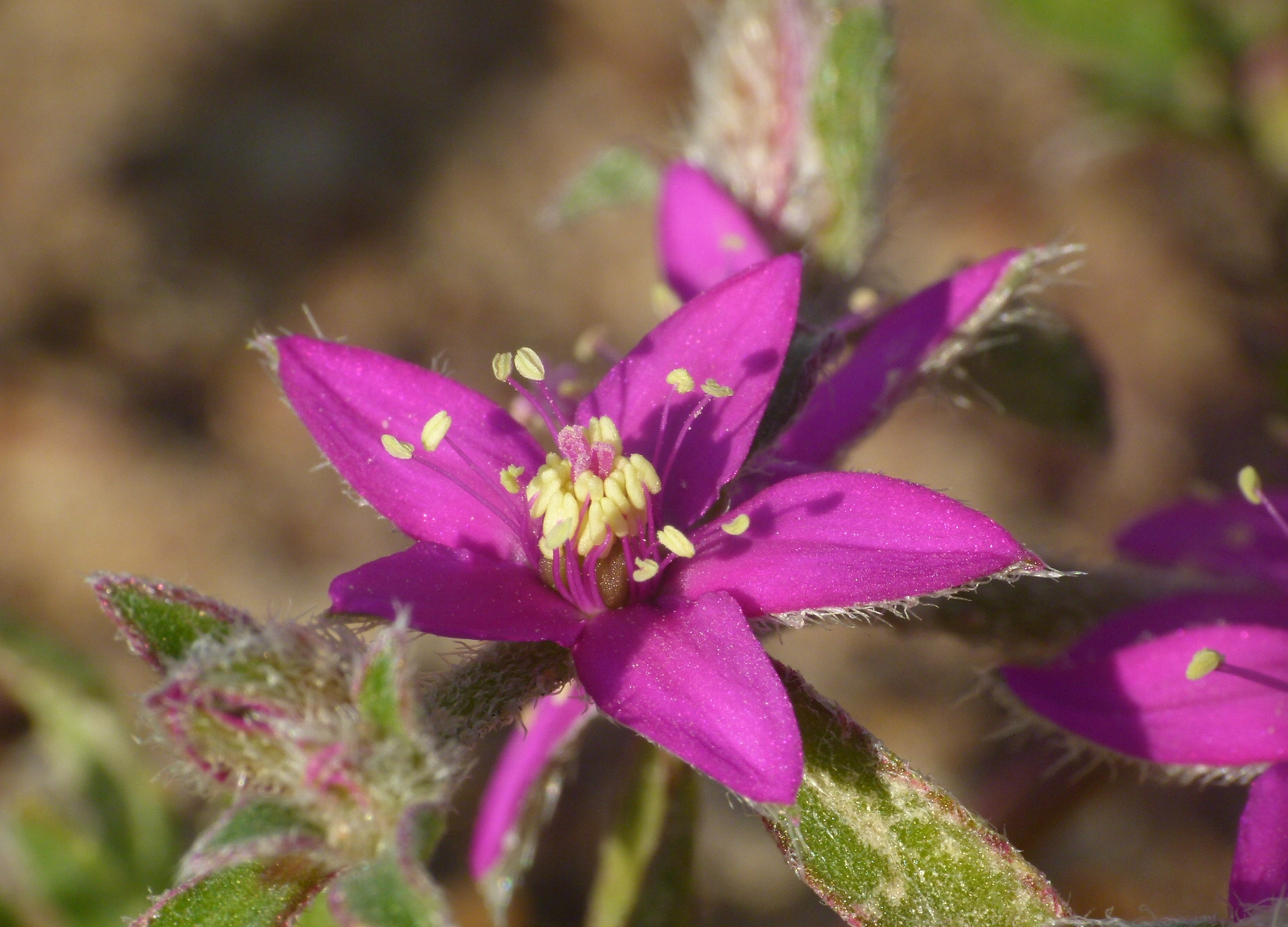
Blüte von Aizoon paniculatum

Die Erstbeschreibung erfolgte 1753 durch Carl von Linné in seinem Werk Species Plantarum.
Nach Heidrun Hartmann (2017) umfasst die Gattung Aizoon folgende Arten:
- Aizoon asbestinum Schltr.
- Aizoon camforosma Rchb. ex Spreng.
- Aizoon canariense L.
- Aizoon giessii Friedrich
- Aizoon glinoides L.f.
- Aizoon karooicum Compton
- Aizoon paniculatum L.
- Aizoon rigidum L.f.
- Aizoon sarmentosum L.f.
- Aizoon schellenbergii Adamson
- Aizoon virgatum Welw. ex Oliv.
- Aizoon zeyheri Sond.

Cornelia Klak und Mitarbeiter bezogen in ihrem Gattungskonzept 2017 die Gattungen Galenia und Plinthus mit ein und stellten für die Art Aizoon hispanicum die neue Gattung Aizoanthemopsis auf. Außerdem gliederten sie die Gattung in sechs Untergattungen mit folgenden Arten:
- Untergattung Aizoon
  - Aizoon canariense L.
  - Aizoon glinoides L.f.
  - Aizoon rigidum L.f.
  - Aizoon zeyheri Sond.
- Untergattung Capensia Klak
  - Aizoon paniculatum L.
  - Aizoon sarmentosum L.f.
- Untergattung Galenia (L.) Klak
  - Aizoon africanum (L.) Klak
  - Aizoon ecklonis (Walp.) Klak
  - Aizoon hispidissimum (Fenzl ex Sond.) Klak
  - Aizoon namaense (Schinz) Klak
  - Aizoon neorigidum Klak
  - Aizoon procumbens (L.f.) Klak
- Untergattung Karooica Klak
  - Aizoon karooicum Compton
- Untergattung Kolleria (C.Presl) Klak
  - Aizoon acutifolium (Adamson) Klak
  - Aizoon affine (Sond.) Klak
  - Aizoon collinum (Eckl. & Zeyh.) Klak
  - Aizoon crystallinum Eckl. & Zeyh.
  - Aizoon cymosum (Adamson) Klak
  - Aizoon dregeanum (Fenzl ex Sond.) Sond.
  - Aizoon ecklonis (Walp.) Klak
  - Aizoon exiguum (Adamson) Klak
  - Aizoon filiforme (Thunb.) Klak
  - Aizoon fruticosum L.f.
  - Aizoon glanduliferum (Bittrich) Klak
  - Aizoon hemisphaericum (Adamson) Klak
  - Aizoon herniariifolium (C.Presl) Klak
  - Aizoon mezianum (K.Müll.) Klak
  - Aizoon pallens (Eckl. & Zeyh.) Klak
  - Aizoon papulosum Eckl. & Zeyh.
  - Aizoon portulacaceum (Fenzl ex Sond.) Klak
  - Aizoon prostratum (G.Schellenb.) Klak
  - Aizoon pruinosum (Sond.) Klak
  - Aizoon pubescens Eckl. & Zeyh.
  - Aizoon sarcophyllum (Fenzl ex Sond.) Klak
  - Aizoon secundum L.f.
  - Aizoon squamulosum Eckl. & Zeyh.
  - Aizoon subcarnosum (Adamson) Klak
- Untergattung Namibiana Klak
  - Aizoon asbestinum Schltr.
  - Aizoon burchellii N.E.Br.
  - Aizoon cryptocarpum (Fenzl) Klak
  - Aizoon giessii Friedrich
  - Aizoon laxifolium (Pax) Klak
  - Aizoon schellenbergii Adamson
  - Aizoon virgatum Welw. ex Oliv.

## Nachweise